# Александър Божилов
Александър Рангелов Божилов е български партизанин, офицер, генерал-майор.

## Биография
Роден е на 4 октомври 1924 г. в пловдивското село Калояново. Става партизанин през 1941 г. Член на БКП от 9 септември 1944 г. Към 1947 г. е командир на дружина във втори армейски инженерен полк. Служи в управление „Артилерийско въоръжение и радиолокационна техника“, като в края на 60-те години е негов началник. Достига до чин генерал-майор през 1969 г.